# 布鲁诺·德雷奥西
布鲁诺·德雷奥西（義大利語：Bruno Dreossi，1964年7月11日—），意大利男子皮划艇运动员。他曾代表意大利参加1988年和1992年夏季奥林匹克运动会皮划艇比赛，其中1992年奥运会获得一枚铜牌。